# Cupa Mondială de Schi Alpin
Cupa Mondială de Schi Alpin este un circuit internațional ce include competiții de schi alpin, lansat în 1966 de un grup de prieteni și experți de schi, printre care jurnalistul francez Serge Lang și directorii echipelor de schi alpin din Franța (Honore Bonnet) și SUA (Bob Beattie). În scurt timp a fost susținut de președintele Federației Internaționale de Schi, Marc Hodler, în timpul Campionatelor Mondiale de Schi Alpine din 1966 desfășurate la Portillo, Chile și a devenit un eveniment oficial FIS în primăvara anului 1967, după Congresul FIS de la Beirut, Liban. Prima cursă de schi a Cupei Mondiale a avut loc la Berchtesgaden, Germania de Vest, la 5 ianuarie 1967. Jean-Claude Killy din Franța și Nancy Greene din Canada au fost câștigătorii generali ale primelor două sezoane.

## Desfășurare
Concurenții încearcă să obțină cel mai bun timp în patru discipline: slalom, slalom uriaș, super G și coborâre. Al cincilea eveniment, combinata, angajează coborârea și slalomul. Cupa Mondială a inclus inițial doar curse de slalom, slalom uriaș și de coborâre. Evenimentele combinate (calculate utilizând rezultate din cursele alese de coborâre și de slalom) au fost incluse începând cu sezonul 1974–75, în timp ce Super-G a fost adăugat pentru sezonul 1982–83. Sistemul actual de notare a fost implementat în sezonul 1991–92. Pentru fiecare cursă, punctele sunt acordate primilor 30 de finaliști: 100 de puncte câștigătorului, 80 pentru al doilea, 60 pentru al treilea, coborând până la 1 punct pentru locul 30. Cel care a obținut cele mai multe puncte la sfârșitul sezonului la jumătatea lunii martie câștigă Cupa, trofeul constând dintr-un glob de cristal de 9 kilograme. Sub-premii sunt, de asemenea, acordate în fiecare disciplină individuală a cursei, cu un glob de cristal mai mic de 3,5 kg. 
Cupa Mondială se desfășoară anual și este considerată competiția principală pentru cursele de schi alpin, după Jocurile Olimpice de iarnă. Mulți consideră Cupa Mondială drept un titlu mai valoros decât Jocurile Olimpice sau Campionatele Mondiale bienale, deoarece necesită ca un concurent să schieze la un nivel extrem de înalt în mai multe discipline de-a lungul sezonului și nu doar într-o singură cursă.
Cursele sunt găzduite în principal în stațiunile de schi din Alpii din Europa, cu opriri regulate în Scandinavia, America de Nord și Asia de Est, dar câteva curse au fost, de asemenea, organizate în emisfera sudică. Competițiile la Cupa Mondială au fost găzduite în 25 de țări diferite din întreaga lume: Andorra, Argentina, Australia, Austria, Bosnia și Herțegovina, Bulgaria, Canada, Croația, Republica Cehă, Finlanda, Franța, Germania, Italia, Japonia, Noua Zeelandă, Norvegia, Polonia, Rusia, Slovacia, Slovenia, Coreea de Sud, Spania, Suedia, Elveția și Statele Unite. (Rețineți că toate cursele din Cupa Mondială găzduite în Bosnia s-au desfășurat atunci când încă mai făcea parte din Iugoslavia.)
Circuitul competițional inferior include Cupa NorAm din America de Nord și Cupa Europeană de Schi Alpin.

## Câștigători
| Sezon     | Bărbați                 | Bărbați                    | Femei                 | Femei                      |
| Sezon     | Câștigător              | Națională                  | Câștgătoare           | Națională                  |
| --------- | ----------------------- | -------------------------- | --------------------- | -------------------------- |
| 1966/1967 | Jean-Claude Killy       | Franța                     | Nancy Greene          | Canada                     |
| 1967/1968 | Jean-Claude Killy       | Franța                     | Nancy Greene          | Canada                     |
| 1968/1969 | Karl Schranz            | Austria                    | Gertrud Gabl          | Austria                    |
| 1969/1970 | Karl Schranz            | Austria                    | Michèle Jacot         | Franța                     |
| 1970/1971 | Gustav Thöni            | Italia                     | Annemarie Moser-Pröll | Austria                    |
| 1971/1972 | Gustav Thöni            | Italia                     | Annemarie Moser-Pröll | Austria                    |
| 1972/1973 | Gustav Thöni            | Italia                     | Annemarie Moser-Pröll | Austria                    |
| 1973/1974 | Piero Gros              | Italia                     | Annemarie Moser-Pröll | Austria                    |
| 1974/1975 | Gustav Thöni            | Italia                     | Annemarie Moser-Pröll | Austria                    |
| 1975/1976 | Ingemar Stenmark        | Suedia                     | Rosi Mittermaier      | Germania                   |
| 1976/1977 | Ingemar Stenmark        | Suedia                     | Lise-Marie Morerod    | Elveția                    |
| 1977/1978 | Ingemar Stenmark        | Suedia                     | Hanni Wenzel          | Liechtenstein              |
| 1978/1979 | Peter Lüscher           | Elveția                    | Annemarie Moser-Pröll | Austria                    |
| 1979/1980 | Andreas Wenzel          | Liechtenstein              | Hanni Wenzel          | Liechtenstein              |
| 1980/1981 | Phil Mahre              | Statele Unite ale Americii | Marie-Thérèse Nadig   | Elveția                    |
| 1981/1982 | Phil Mahre              | Statele Unite ale Americii | Erika Hess            | Elveția                    |
| 1982/1983 | Phil Mahre              | Statele Unite ale Americii | Tamara McKinney       | Statele Unite ale Americii |
| 1983/1984 | Pirmin Zurbriggen       | Elveția                    | Erika Hess            | Elveția                    |
| 1984/1985 | Marc Girardelli         | Luxemburg                  | Michela Figini        | Elveția                    |
| 1985/1986 | Marc Girardelli         | Luxemburg                  | Maria Walliser        | Elveția                    |
| 1986/1987 | Pirmin Zurbriggen       | Elveția                    | Maria Walliser        | Elveția                    |
| 1987/1988 | Pirmin Zurbriggen       | Elveția                    | Michela Figini        | Elveția                    |
| 1988/1989 | Marc Girardelli         | Luxemburg                  | Vreni Schneider       | Elveția                    |
| 1989/1990 | Pirmin Zurbriggen       | Elveția                    | Petra Kronberger      | Austria                    |
| 1990/1991 | Marc Girardelli         | Luxemburg                  | Petra Kronberger      | Austria                    |
| 1991/1992 | Paul Accola             | Elveția                    | Petra Kronberger      | Austria                    |
| 1992/1993 | Marc Girardelli         | Luxemburg                  | Anita Wachter         | Austria                    |
| 1993/1994 | Kjetil André Aamodt     | Norvegia                   | Vreni Schneider       | Elveția                    |
| 1994/1995 | Alberto Tomba           | Italia                     | Vreni Schneider       | Elveția                    |
| 1995/1996 | Lasse Kjus              | Norvegia                   | Katja Seizinger       | Germania                   |
| 1996/1997 | Luc Alphand             | Franța                     | Pernilla Wiberg       | Suedia                     |
| 1997/1998 | Hermann Maier           | Austria                    | Katja Seizinger       | Germania                   |
| 1998/1999 | Lasse Kjus              | Norvegia                   | Alexandra Meissnitzer | Austria                    |
| 1999/2000 | Hermann Maier           | Austria                    | Renate Götschl        | Austria                    |
| 2000/2001 | Hermann Maier           | Austria                    | Janica Kostelić       | Croația                    |
| 2001/2002 | Stephan Eberharter      | Austria                    | Michaela Dorfmeister  | Austria                    |
| 2002/2003 | Stephan Eberharter      | Austria                    | Janica Kostelić       | Croația                    |
| 2003/2004 | Hermann Maier           | Austria                    | Anja Pärson           | Suedia                     |
| 2004/2005 | Bode Miller             | Statele Unite ale Americii | Anja Pärson           | Suedia                     |
| 2005/2006 | Benjamin Raich          | Austria                    | Janica Kostelić       | Croația                    |
| 2006/2007 | Aksel Lund Svindal      | Norvegia                   | Nicole Hosp           | Austria                    |
| 2007/2008 | Bode Miller             | Statele Unite ale Americii | Lindsey Vonn          | Statele Unite ale Americii |
| 2008/2009 | Aksel Lund Svindal      | Norvegia                   | Lindsey Vonn          | Statele Unite ale Americii |
| 2009/2010 | Carlo Janka             | Elveția                    | Lindsey Vonn          | Statele Unite ale Americii |
| 2010/2011 | Ivica Kostelić          | Croația                    | Maria Riesch          | Germania                   |
| 2011/2012 | Marcel Hirscher         | Austria                    | Lindsey Vonn          | Statele Unite ale Americii |
| 2012/2013 | Marcel Hirscher         | Austria                    | Tina Maze             | Slovenia                   |
| 2013/2014 | Marcel Hirscher         | Austria                    | Anna Fenninger        | Austria                    |
| 2014/2015 | Marcel Hirscher         | Austria                    | Anna Fenninger        | Austria                    |
| 2015/2016 | Marcel Hirscher         | Austria                    | Lara Gut              | Elveția                    |
| 2016/2017 | Marcel Hirscher         | Austria                    | Mikaela Shiffrin      | Statele Unite ale Americii |
| 2017/2018 | Marcel Hirscher         | Austria                    | Mikaela Shiffrin      | Statele Unite ale Americii |
| 2018/2019 | Marcel Hirscher         | Austria                    | Mikaela Shiffrin      | Statele Unite ale Americii |
| 2019/2020 | Aleksander Aamodt Kilde | Norvegia                   | Federica Brignone     | Italia                     |
| 2020/2021 | Alexis Pinturault       | Franța                     | Petra Vlhová          | Slovacia                   |
| 2021/2022 | Marco Odermatt          | Elveția                    | Mikaela Shiffrin      | Statele Unite ale Americii |
| 2022/2023 | Marco Odermatt          | Elveția                    | Mikaela Shiffrin      | Statele Unite ale Americii |
| 2023/2024 | Marco Odermatt          | Elveția                    | Lara Gut-Behrami      | Elveția                    |

### Victorii pe națiune
| Națiune                    | Victorii bărbați | Victorii femei | Total |
| -------------------------- | ---------------- | -------------- | ----- |
| Austria                    | 17               | 17             | 34    |
| Elveția                    | 10               | 13             | 23    |
| Statele Unite ale Americii | 5                | 10             | 15    |
| Italia                     | 6                | 1              | 7     |
| Norvegia                   | 6                | 0              | 6     |
| Suedia                     | 3                | 3              | 6     |
| Franța                     | 4                | 1              | 5     |
| Luxemburg                  | 5                | 0              | 5     |
| Croația                    | 1                | 3              | 4     |
| Germania                   | 0                | 4              | 4     |
| Liechtenstein              | 1                | 2              | 3     |
| Canada                     | 0                | 2              | 2     |
| Slovacia                   | 0                | 1              | 1     |
| Slovenia                   | 0                | 1              | 1     |